# Combate de Río Algodón
El Combate de Río Algodón fue un enfrentamiento militar ocurrido entre el 1 y 8 de mayo de 1933 durante la Guerra colombo-peruana, el enfrentamiento terminó con una victoria colombiana.

## Combate

### 1 de mayo
El 1 de mayo de 1933 la flota colombiana se reagrupa y se dirigen al río Algodón donde el Perú tenía una base aérea para hidroaviones, pero al hacerse de noche no la pudieron detectar; aprovechando esto, los peruanos evacuaron su flota de aviones de esa base.

### 8 de mayo
El día 8 de mayo de 1933 un día después de los enfrentamientos de Puca Urco la flotilla colombiana intentó de nuevo, pero esta vez de día, atacar la base aérea peruana, siendo recibida por los aviones peruanos que procedieron a bombardear a la flota colombiana (aviones Vought Corsair y O-38P, el único caza operativo en el área que tenían los peruanos era un Curtiss Hawk, que escaso de alcance, no podía escoltar a los aviones de ataque peruanos, en ese preciso instante los aviones colombianos se dirigían hacia la flota para apoyar el ataque a tierra, por lo que las aeronaves peruanas no tuvieron tiempo suficiente para bombardear y se pusieron a la defensiva atacados por la artillería antiaérea de la flotilla colombiana y por los caza-bombarderos colombianos: en esta acción fue derribado el avión del piloto peruano Américo Vargas; luego los aviones peruanos se retiraron a otra base. Inmediatamente después la flotilla colombiana desembarcó a las tropas del Destacamento Amazonas en la base de río Algodón sin encontrar resistencia; aun así se capturaron cuatro militares peruanos que se quedaron rezagados, haciéndose de pertrechos militares y un taller para aeronaves.